# Élections à la Chambre des comitats croates de 1997
Les élections pour la deuxième assemblée de la Chambre des comitats du Parlement croate ont eu lieu le 13 avril 1997. L'Union démocratique croate obtient la victoire, en remportant 40 des 63 sièges. Il s'agit de la dernière élection de la Chambre des comitats, qui est abolie par un amendement constitutionnel le 29 mars 2001. L'ATNUSO a facilité la tenue des élections dans la région du protectorat des Nations unies de Slavonie orientale, Baranya et Syrmie occidentale.

## Résultats
Le président Franjo Tuđman a le droit constitutionnel de nommer jusqu'à  cinq membres à la Chambre des comitats. Il choisit d'exercer ce droit en nommant Ivan Aralica (en), Jovan Bamburač, Slobodan Lang, Vojislav Stanimirović et Zlatko Vitez (en).